# Архив Республики Сербской
Архи́в Респу́блики Се́рбской (серб. Архив Републике Српске, босн. и хорв. Arhiv Republike Srpske) — административно-хозяйственное подразделение Министерства образования и культуры при Правительстве Республики Сербской, осуществляющее функции архива. Основано в 1993 году со штаб-квартирой в городе Баня-Лука, имеет несколько региональных филиалов в других городах.

## Деятельность
Цель организации заключается в профессиональном архивировании, выполнении культурных, административных, исследовательских работ, предоставлении соответствующих услуг населению. Деятельность архива регулируется «Законом об архивной деятельности», принятым Народной скупщиной, инструкциями и нормативными положениями Министерства образования и культуры при Правительстве Республики Сербской. В соответствии с законом, цель архива состоит в сборе, сортировке, обработке, изучении, сохранении и защите общественной документации и архивных материалов, а также в предоставлении доступа к ним. В своей работе архив одновременно удовлетворяет потребности властных структур и отдельных граждан республики. В основном документация и архивные материалы поступают сюда из законодательной, исполнительной и судебной ветвей власти, казённых учреждений, коммерческих компаний, гражданских объединений и прочих узаконенных структур, чья активность признана важной для Республики Сербской в социальном, культурном, научном или других отношениях.
Архив осуществляет исследовательскую деятельность, занимается публикацией книг и научных работ, в основном посвящённых архивоведению, истории и юриспруденции. Публикация обычно проходит при участии Ассоциации архивариусов Республики Сербской, которая регулярно устраивает обучающие семинары для всех зарегистрированных сотрудников. Архив поддерживает отношения с аналогичными организациями в других странах, так, подписаны соглашения о сотрудничестве с Архивом Сербии, Архивом Югославии, Хорватским государственным архивом, Государственным архивом Республики Македония, Будапештским городским архивом, Международным институтом архивоведения в Триесте и Мариборе, несколькими региональными архивами Сербии. Сотрудничество главным образом состоит в обмене архивными материалами при проведении разнообразных выставок. Например, во время столетия со дня начала Первой мировой войны в 2014 году архив подготовил выставку под названием «Млада Босна и Сараевское убийство», которая прошла в Белграде и некоторых других городах Сербии, а также в столице Македонии Скопье. Архив является главным институтом защиты культурного наследия Республики Сербской, наравне с Музеем современного искусства и Народной и университетской библиотекой.

## Организационная структура
Архив Республики Сербской входит в структуру Министерства образования и культуры при Правительстве Республики Сербской. Штаб-квартира расположена в городе Баня-Лука, кроме того, есть региональные отделения в Добойе, Зворнике, Фоче, Соколаце и Требине. Организационная структура учреждения включает два сектора, каждый из которых имеет в подчинении по два отдела. Архив возглавляет директор, каждым из секторов руководят также заместители директора.
Площадь всех архивов в общей сложности составляет 2774 квадратных метра, из них 1550 отданы под складские помещения для хранения архивных материалов. Главное здание в Баня-Луке, где расположена штаб-квартира, известно под названиями Царска куча или Имперский дом. Оно было возведено во время оккупации Австро-Венгрией Боснии и Герцеговины в 1878 году для удовлетворения нужд имперской армии. Имеет прямоугольную форму со сторонами 58,2 × 13,8 метра, включает два этажа, но без подвала. В здании дважды проводился капитальный ремонт, в 2003 и 2006 годах, было закуплено оборудование для реставрации и консервации архивных документов. Региональные отделения значительно уступают главному по площадям и количеству хранимых документов. По состоянию на 2013 год в организации работало 32 сотрудника, в том числе 18 с высшим образованием, из них 22 приходятся на Баня-Луку.